# ألبرت سبنسر (الإيرل السابع)
ألبرت سبنسر (بالإنجليزية: Albert Spencer)‏ لورد بريطاني، من أسرة سبنسر الإنجليزية التي ينحدر منها ونستون تشرشل رئيس وزراء المملكة المتحدة الأسبق.